# Discos Suicidas
Discos Suicidas va ser un segell discogràfic independent fundat per Oskar Amezaga a Biscaia a principis de la dècada del 1980.
Al llarg de la seva existència va publicar grups com Reincidentes, El Último Ke Zierre, Eskorbuto, Doctor Deseo, Piperrak, Parabellum, Distorsión, Zarama, Vómito, M.C.D., Radikal Hardcore o Ni Porfavor Ni Ostias, entre d'altres.